# Miletin
Miletin – wieś w Rumunii, w okręgu Botoszany, w gminie Prăjeni. W 2011 roku liczyła 628 mieszkańców.